# Cyrus Lupo
Detektiv Cyrus Lupo je fiktivni lik iz serije Zakon i red, a igrao ga Jeremy Sisto. Det. Lupo je zamijenio det. Cassady kada je Milena Govich otišla iz serije.

## O liku
Prije nego što je postao detektiv u 27. postaji, Lupo je radio u Obavještajnoj jedinici njujorške policije gdje je istraživao terorističke skupine, a prije toga je bio policajac u 27. postaji. U prvoj epizodi 18. sezone Lupo je postao partner det. Eda Greena kako bi riješio slučaj smrti (samoubojstvo uz pomoć) svoga brata. U jednoj epizodi Lupo prekrši pravila i pošalje popis pacijenata jednog psihijatra (što je zakonom zabranjeno) na svoj blackberry uređaj bez dopuštenja psihijatra.[L&O - S18E03] Taj dokaz kasnije je postao nevaljan. Por. Anita Van Buren je kasnije Greena i Lupa upozorila na "lošu pretragu".
Dok je još patrolirao ulicama kao policajac Lupo je zaspao tijekom akcije u kojoj je ubijen njegov partner.[L&O - S18E08]
U 23. epizodi 18. sezone, det. Green je napustio Odjel za ubojstva i zamijenio ga je Kevin Bernard koji je postao novi Lupov partner. Nakon Barnarodovg dolaska, Lupo je postao viši detektiv.

## Osobnost
Lupo je uspio prepoznati biblijski citat iz Poslanice Rimljanima.[L&O - S18E03] Cyrus Lupo je bio u vezi sa svojom šogoricom prije nego što se ona udala za njegovog brata.[L&O - S18E04] Lupo jako dobro čita španjolski i polazi na noćne sate u Školi prava u Brooklynu.[L&O - S18E08] Na kraju epizode "Submission" Lupo razmišlja o kupovanju psa. Kraj epizode prikazuje njega kako nosi psa u kuću.